# حلا، سوریا
حلا (به عربی: حلا) یک روستا در سوریه است که در منطقه القطیفه واقع شده‌است. حلا ۳٬۹۲۱ نفر جمعیت دارد.